# 溧陽市
溧陽市（りつよう-し）は、中華人民共和国江蘇省に位置する省直轄の県級市であり、しばらく常州市に代理管轄されている。

## 歴史
秦の始皇帝26年（紀元前221年）溧陽県を設けた（県治は今の高淳区固城鎮にあった）。今の溧陽市は秦の溧陽県の東部地域に属していた。三国呉の黄武元年（222年）、境内は元の溧陽県東部から永平県を分置し、後に永世県に改めた。県治は今の溧陽市天目湖鎮古県村付近にあった。西晋の時、また永世県西域を分けて平陵県とした。県治は今の溧陽市南渡鎮古城村（旧県村）にあった。この時、永世・平陵の二県は共に義興郡（郡治は今の宜興市の市区域にあった）に属し、暫くして再び丹陽郡に属した。南北朝時代は平陵県を廃し、その東部は永世県に編入し、西部は元の溧陽県に編入した（この時、元の溧陽県の県治は依然として今の高淳区固城鎮にあった）。隋の開皇18年（598年）永世県を廃し、元の溧陽県に編入したが、暫くして元の溧陽県は元の丹陽県東部区域と併せて溧水県に改称した。県治は今の高淳区に改めた。この時の溧水県の管轄区域は、秦が置いた溧陽県の殆どの区域を包括していた他、元の丹陽県の東部地域も包括していた。唐の武徳3年（620年）溧水県の東部地域を分けて溧陽県を置いた。すなわち今の溧陽市の前身である。県治は初めは今の溧陽市旧県村にあったが、唐の天復3年（903年）県治は今の溧城鎮の所在地に移り、今に至るまで既に1100多年を保っている。元の至元14年（1277年）に昇格して溧州となり、後にまた昇格して溧陽府・溧陽路・溧陽州となった。明の洪武2年（1369年）州を廃して県に復し、南直隷応天府に隷属した。清の雍正8年（1730年）改めて江蘇省鎮江府に隷属した。1983年常州市に属した。1990年県を廃して市（県級市）を設けた（常州市代管）。

## 行政区画
- 街道：崑崙街道、溧城街道、古県街道
- 鎮：埭頭鎮、上黄鎮、戴埠鎮、天目湖鎮、別橋鎮、上興鎮、竹篢鎮、南渡鎮、社渚鎮

## 交通
- 主要道路
  - G25 長深高速
  - G40-11 揚溧高速
  - G40-12 溧寧高速
  - S85 常溧高速
  - S68 溧蕪高速
  - 104国道
  - 233国道

- 鉄道
  - 寧杭旅客専用線 - 瓦屋山駅（中国語版）・溧陰駅（中国語版）